# Élection pontificale de 1118
L'élection pontificale de 1118 est celle par laquelle les cardinaux de l'Église catholique romaine élisent le successeur de Pascal II, mort le 21 janvier 1118, après 18 ans de pontificat. L'élu est le cardinal-diacre de Santa Maria in Cosmedin et chef de la chancelier de la Sainte Église Romaine,
Giovanni Coniulo ou Giovanni de Gaète, qui devient pape, sous le nom de Gélase II.

## Contexte
Le pape Pascal II meurt à Rome, peu après son retour : en effet, en 1115, à sa mort, Mathilde de Toscane affirme léguer tous ses biens à l'Église, mais ce don n'est ni reconnu publiquement ni par Rome : l'empereur des Romains, Henri V, revendique les terres de Mathilde de Toscane comme fiefs impériaux et force le pape à fuir de Rome. Pascal II y retourne après le retrait de l'empereur, au début de 1118, mais il meurt en quelques jours, le 21 janvier 1118.

## Cardinaux électeurs
La bulle pontificale In nomine Domini promulguée par Nicolas II en 1059, précise qu'à la mort du pape en exercice, les cardinaux-évêques doivent s'entretenir entre eux : quand un candidat se dégage, les cardinaux-évêques et tous les autres cardinaux doivent procéder à une élection. Les données sur le nombre et la composition du Sacré Collège en janvier 1118, sont très incertaines. La source principale est écrite plus d'une douzaine d'années plus tard par Pandulf de Pise (en), le cardinal-prêtre de Santi Cosma e Damiano.
Il affirme qu'au cours de l'élection, 49 cardinaux (quatre cardinaux-évêques, 27 cardinaux-prêtres et 18 cardinaux-diacres) étaient présents ; cependant, il mentionne les noms de seulement 35 d'entre eux (quatre cardinaux-évêques, 20 cardinaux-prêtres et 11 cardinaux-diacres, y compris le pape élu).
Selon Pandulf, un cardinal-prêtre, Hugues de Santi Apostoli, était absent, auquel il faut ajouter deux autres cardinaux-évêques, que Pandulf, dans le contexte de l'élection, ne mentionne pas, mais dont l'existence et la dignité sont documentées en termes non équivoques. La crédibilité de Pandulf, mais aussi de sa liste d'électeurs, est contestée par les historiens modernes. L'analyse critique des sources révèle que,, :
- En janvier 1118, les cardinaux prêtres et diacres, mais aussi les cardinaux sont moins nombreux que l'indique Pandulf[8].
- Plusieurs cardinaux mentionnés par Pandulf auraient été créés par les papes plus tard[9].

En janvier 1118, le Collège des cardinaux était probablement composé de seulement 41 cardinaux membres, dont 6 cardinaux-évêques, 20 cardinaux-prêtres et 15 cardinaux-diacres, dont seuls 36 (4 cardinaux-évêques, 18 cardinaux-prêtres et 14 cardinaux-diacres) ont participé à l'élection de 1118 : 
- Crescenzio (créé cardinal en 1100) - cardinal-évêque de Sabina - Doyen du Sacré Collège
- Pietro Senex (en) (1102) - cardinal-évêque de Porto
- Lamberto (1116) - cardinal-évêque d'Ostie, futur pape Honorius II
- Vitalis (1111) - cardinal-évêque d'Albano
- Boniface (1100) - cardinal-prêtre de S. Marco, proto-prêtre du Collège des cardinaux
- Benoît (1102) - cardinal-prêtre de S. Pietro in Vincoli
- Anastasio (1102) - cardinal-prêtre de S. Clemente
- Divizzo (1106) - cardinal-prêtre de Ss. Silvestro e Martino
- Jean (1106) - cardinal-prêtre de S. Cecilia
- Teobaldo (1111) - cardinal-prêtre de Ss. Giovanni e Paolo
- Rainier (1111) - cardinal-prêtre de Ss. Marcellino e Pietro
- Corrado Demetri (1114) - cardinal-prêtre de S. Pudenziana, futur pape Anastase IV
- Grégoire (1115) - cardinal-prêtre de S. Prisca
- Desiderio (1115) - cardinal-prêtre de S. Prassede
- Deusdedit (1116) - cardinal-prêtre de S. Lorenzo in Damaso
- Gregorio Sienense (1116) - cardinal-prêtre de S. Lorenzo in Lucina
- Giovanni (1116) - cardinal-prêtre de S. Eusebio
- Guido (1116) - cardinal-prêtre de S. Balbina
- Giovanni Cremense (1116) - cardinal-prêtre de S. Crisogono
- Sasso de Anagni (1116) - cardinal-prêtre de S. Stefano al Monte Celio
- Pietro Pisano (1113) - cardinal-prêtre de S. Susanna
- Amico (1117) - cardinal-prêtre de Ss. Nereo ed Achilleo, abbé de S. Vincenzo al Volturno
- Giovanni Coniulo (1088) - cardinal-diacre de S. Maria in Cosmedin, proto-diacre du Collège des cardinaux
- Gregorio (1108) - cardinal-diacre de S. Eustachio
- Romualdo Guarna (1109) - cardinal-diacre de S. Maria in Via Lata
- Gregorio Gaetano (1109) - cardinal-diacre de S. Lucia in Septisolio
- Aldo da Ferentino (1109) - cardinal-diacre de Ss. Sergio e Bacco
- Teobaldo Boccapecora (1109) - cardinal-diacre de S. Maria Nuova
- Roscemanno (1112) - cardinal-diacre de S. Giorgio in Velabro
- Pietro Pierleoni (1113) - cardinal-diacre de Ss. Cosma e Damiano, futur antipape Anaclet II
- Oderisio di Sangro (en) (1112) - cardinal-diacre de S. Agata
- Comes (1113) - cardinal-diacre de S. Maria in Aquiro
- Gregorio Papareschi (1116) - cardinal-diacre de S. Angelo in Pescheria, futur pape Innocent II
- Crisogono (1117) - cardinal-diacre de S. Nicola in Carcere
- Enrico de Mazara (1117) - cardinal-diacre de S. Teodoro, doyen de Mazara del Vallo
- Crescenzio di Anagni (1117) - cardinal-diacre

Deux sous-diacres étaient présents : Nicolas, prévôt de la Schola cantorum (chœur papal) et Amico (Cluny), abbé de Saint-Laurent-hors-les-Murs
Absents :
Il est supposé que deux cardinaux-prêtres, deux cardinaux-évêques et un cardinal-diacre étaient absents :
- Giovanni Marsicano (1100) - cardinal-évêque de Tusculum[12]
- Kuno von Urach (1107) - cardinal-évêque de Palestrina ; légat du pape en France[12]
- Barefoot (1109) - cardinal-prêtre de S. Anastasia ; légat du pape en Espagne[12]
- Ugone d'Alatri (1116) - cardinal-prêtre de Santi Apostoli Dodici ; gouverneur de Mont Circé[12]
- Giovanni (1073) - cardinal-diacre de Santa Maria in Domnica ; abbé de Subiaco[13]

Giovanni Subiaco est créé par Grégoire VII, les autres par Pascal II.

## Élection deGélaseII
Giovanni Coniulo est élu pape,le 24 janvier 1118, sous le nom de « Gélase II ». Il est aussitôt capturé par le clan Frangipani, puis libéré par la foule menée par le préfet urbain et le clan Pierleoni. En raison des troubles, il ne peut être intronisé et quitte Rome au début du mois de mars, poursuivi par les troupes de l'empereur Henri V, lequel exige que la consécration se fasse en sa présence. Face au refus de Gélase II, Henri V désigne pour pape Grégoire VIII, dorénavant considéré comme antipape, par l’Église. Gélase II, se réfugie dans sa ville natale, à Gaeta et se fait ordonner prêtre, puis évêque. Au mois d'avril, il excommunie l'antipape et Henri V. Grégoire exerce son pontificat de 1118 à 1121.

## Sources
- (en) Cet article est partiellement ou en totalité issu de l’article de Wikipédia en anglais intitulé « Papal election, 1118 » (voir la liste des auteurs).
- (en) Sede Vacante de 1118 - Université de Nothridge - État de Californie - John Paul Adams - 7 avril 2015